# أروجا فيلوسيلا
أروجا فيلوسيلا (الاسم العلمي: Aroga velocella)، هي أحد أنواع الحشرات التي تصيب النباتات، تتبع فصيلة عنجوليات، رتبة حرشفيات الأجنحة من جنس Aroga .

## الوصف
ينتشر هذا النوع من الحشرات في معظم أنحاء أوروبا، بإستثناء أيرلندا وأيسلندا وكرواتيا، وتتواجد أيضاً في تركيا والقوقاز وسيبيريا واسكتلندا وبريطانيا.
هناك جيلان من الحشرة في السنة، البالغين بشكل عام في شهر مايو ومرة أخرى في أغسطس.
يطير العث في ضوء شمس الظهيرة وبعد حلول الظلام.
الموطن المفضل هو المستنقعات والأراضي البور.
تتغذى اليرقة في معرض حريري في قاعدة النبات.